# ATV Albert Einstein
ATV Albert Einstein (inne nazwy Automatyczny Statek Transportowy nr 4 lub ATV-4) – czwarta misja Automatycznego Statku Transportowego (ATV), wykonana przez Europejską Agencję Kosmiczną w celu zaopatrzenia Międzynarodowej Stacji Kosmicznej. Wykorzystany podczas niej statek zaopatrzeniowy został nazwany „Albert Einstein” na cześć niemieckiego fizyka, twórcy ogólnej i szczególnej teorii względności, współtwórcy korpuskularno-falowej teorii światła, a także laureata Nagrody Nobla w dziedzinie fizyki z 1921 roku. 

## Przebieg misji
Start misji nastąpił 5 czerwca 2013 roku o 21:52:11 czasu UTC. Operowana przez prywatne przedsiębiorstwo Arianespace rakieta nośna Ariane 5 ES wystartowała ze statkiem ATV-4 ze stanowiska startowego ELA-3 Gujańskiego Centrum Kosmicznego. Ważący 20 190 kg statek ATV Albert Einstein był najcięższym pojazdem kiedykolwiek wyniesionym na orbitę przez rakietę z rodziny Ariane. 
ATV-4 wykonał automatyczny manewr dokowania do modułu Zwiezda Międzynarodowej Stacji Kosmicznej 15 czerwca 2013 o 14:07 UTC. Do 12 lipca 2013 roku załoga Ekspedycji 36 znajdująca się na ISS wyładowała cały ładunek znajdujący się w sekcji ciśnieniowej statku ATV.
23 i 28 lipca doszło do awarii dwóch z trzech komputerów pokładowych statku ATV-4, co ograniczyło jego możliwości operacyjne. Jednak restart komputerów przeprowadzony 29 lipca wyeliminował ten problem i ATV Albert Einstein ponownie był w pełni sprawny.
1 sierpnia 2013 roku w godzinach 13:35-15:03 UTC przepompowano ok. 860 kg paliwa ze zbiorników statku ATV do tych znajdujących się w module Zwiezda. Do końca okresu cumowania do ISS wykonano jeszcze transfery wody, tlenu i powietrza ze zbiorników ATV-4 do stacji.
Będąc zacumowanym do ISS, statek ATV-4 posłużył do korekty orbity stacji. Manewry takie wykonano:
- 19 czerwca 2013 o 13:05 UTC – silniki pracowały przez 411 sekund, zwiększono prędkość stacji o 1 m/s i podniesiono orbitę o 1,75 km;
- 10 lipca 2013 o 05:35 UTC – silniki pracowały przez 593 sekundy, zwiększono prędkość stacji o 1,45 m/s i podniesiono orbitę o 2,5 km;
- 31 sierpnia 2013 o 07:17 UTC – silniki pracowały przez 204,8 sekund, zwiększono prędkość stacji o 0,48 m/s i podniesiono orbitę o 0,84 km;
- 15 września 2013 o 12:42 UTC – silniki pracowały przez 204,2 sekundy, zwiększono prędkość stacji o 0,5 m/s i podniesiono orbitę o 0,9 km;
- 2 października 2013 o 19:22 UTC – silniki pracowały przez 818 sekund, zwiększono prędkość stacji o 1,95 m/s i podniesiono orbitę o 3,4 km;
- 24 października 2013 o 11:03 UTC – silniki pracowały przez 256,6 sekund, zwiększono prędkość stacji o 0,62 m/s i podniesiono orbitę o 0,9 km.

Statek ATV-4 pozostał zadokowany do ISS przez 134 dni. 28 października 2013 roku o 08:55 UTC odłączył się od stacji i zaczął się od niej oddalać. Z kolei 2 listopada o 08:35 UTC i o 11:28 UTC wykonano dwa manewry deorbitacyjne w wyniku czego statek zaczął spalać się w atmosferze, a jego niespalone szczątki spadły do Oceanu Spokojnego o 12:04 UTC.

## Ładunek
Statek ATV Albert Einstein zabrał na Międzynarodową Stację Kosmiczną ok. 6611 kg zaopatrzenia, w tym:
- 860 kg paliwa do przepompowania do zbiorników stacji,
- 2580 kg paliwa potrzebnego do korekty orbity ISS,
- 570 kg wody pitnej,
- 100 kg gazów (66,6 kg powietrza i 33,3 kg tlenu)[13],
- 2501 kg środków i sprzętu w sekcji ciśnieniowej (1400 różnych przedmiotów).

Przed odcumowaniem statku ATV-4 od ISS jego sekcja ciśnieniowa została wypełniona śmieciami i niepotrzebnymi sprzętami o łącznej masie 1657 kg. Dodatkowo do jego pustych zbiorników przepompowano 503 litry odpadów płynnych. Ładunki te spłonęły razem ze statkiem podczas wchodzenia w atmosferę.

## Galeria

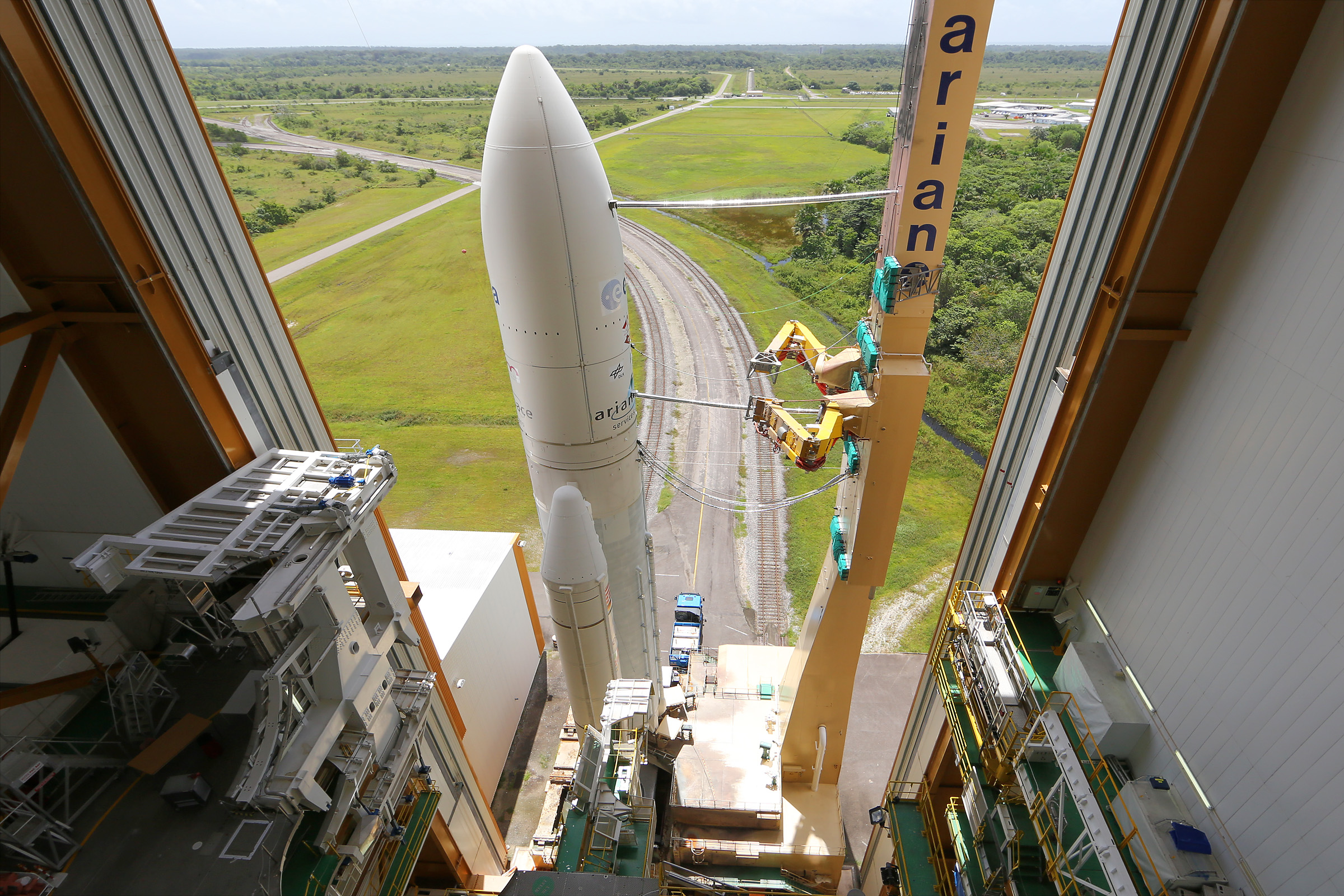
Rakieta Ariane 5ES ze statkiem ATV-4 podczas przewożenia na platformę startową ELA-3
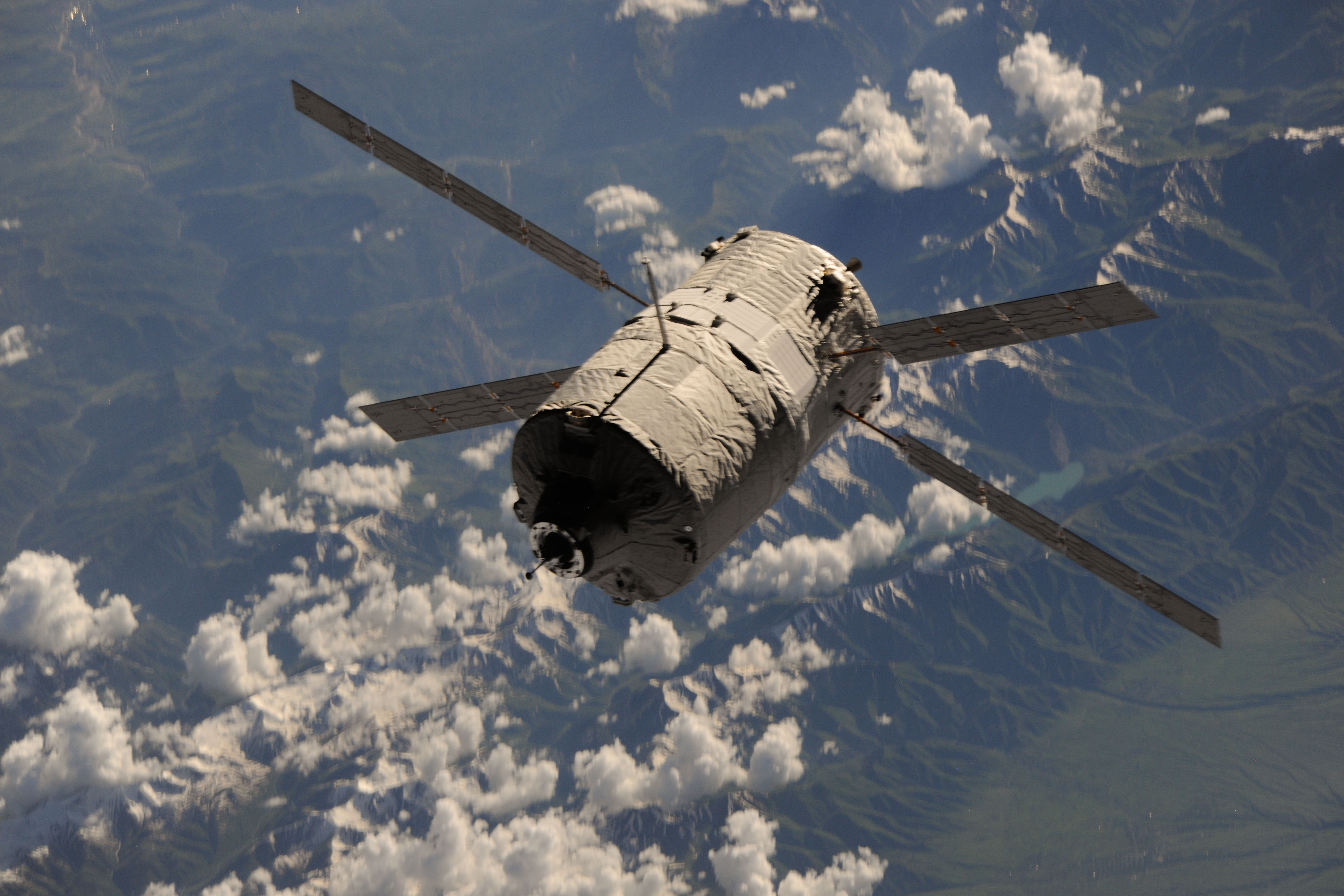
ATV Albert Einstein zbliżający się do stacji
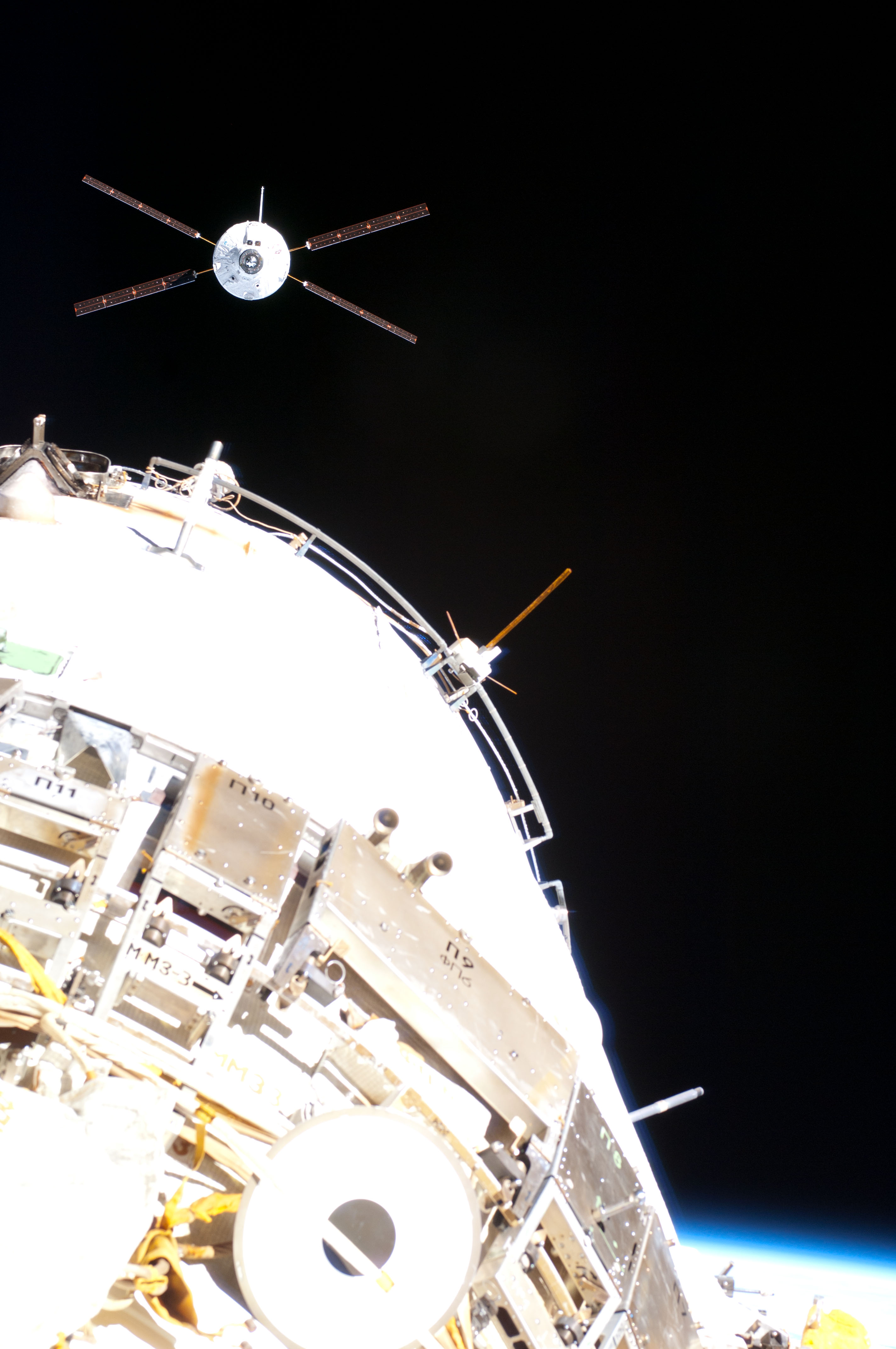
ATV-4 podczas manewru dokowania do modułu Zwiezda
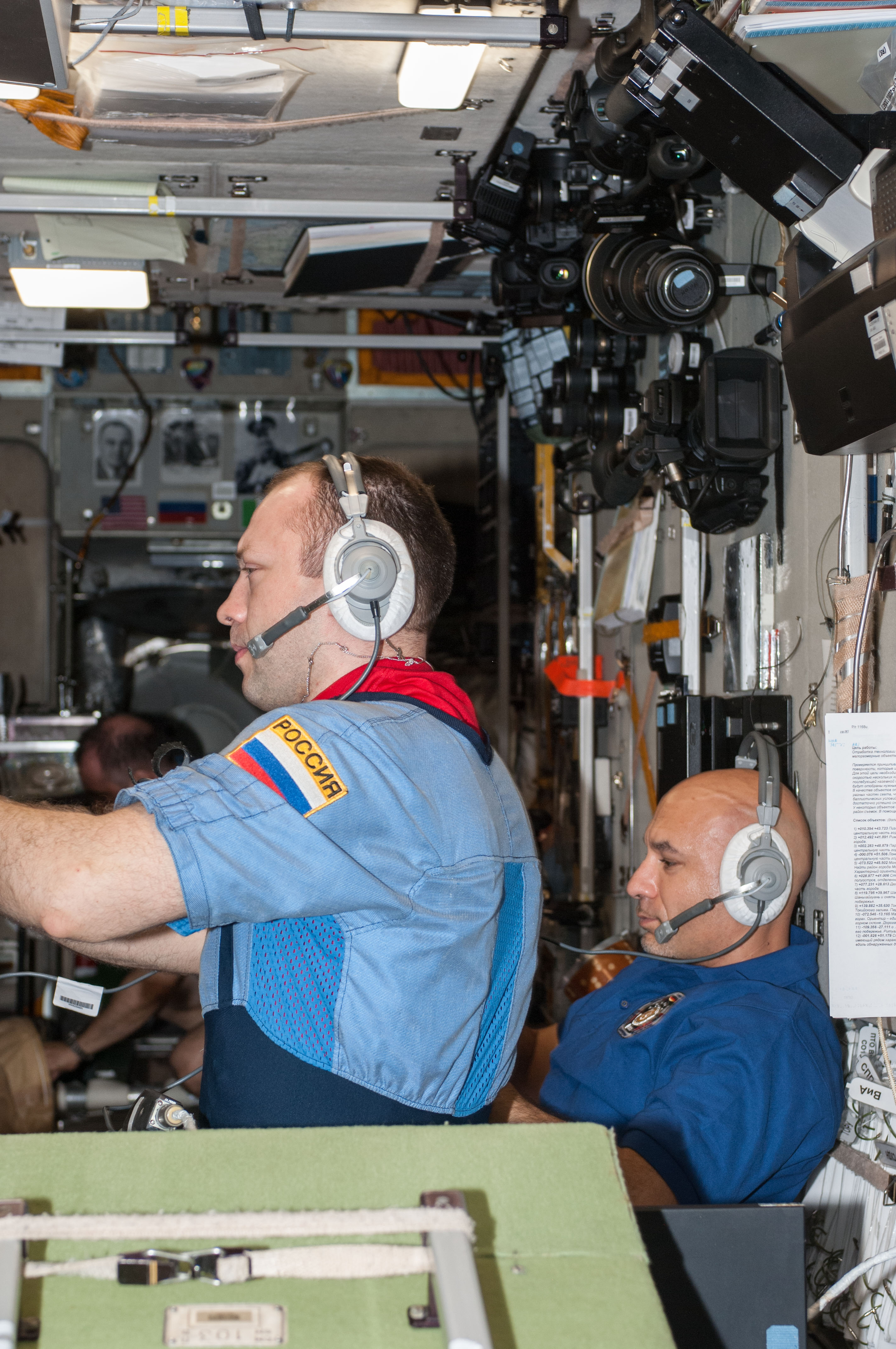
Aleksandr Misurkin (z lewej) i Luca Parmitano monitorują przy pomocy systemu TORU manewr automatycznego dokowania statku ATV Albert Einstein
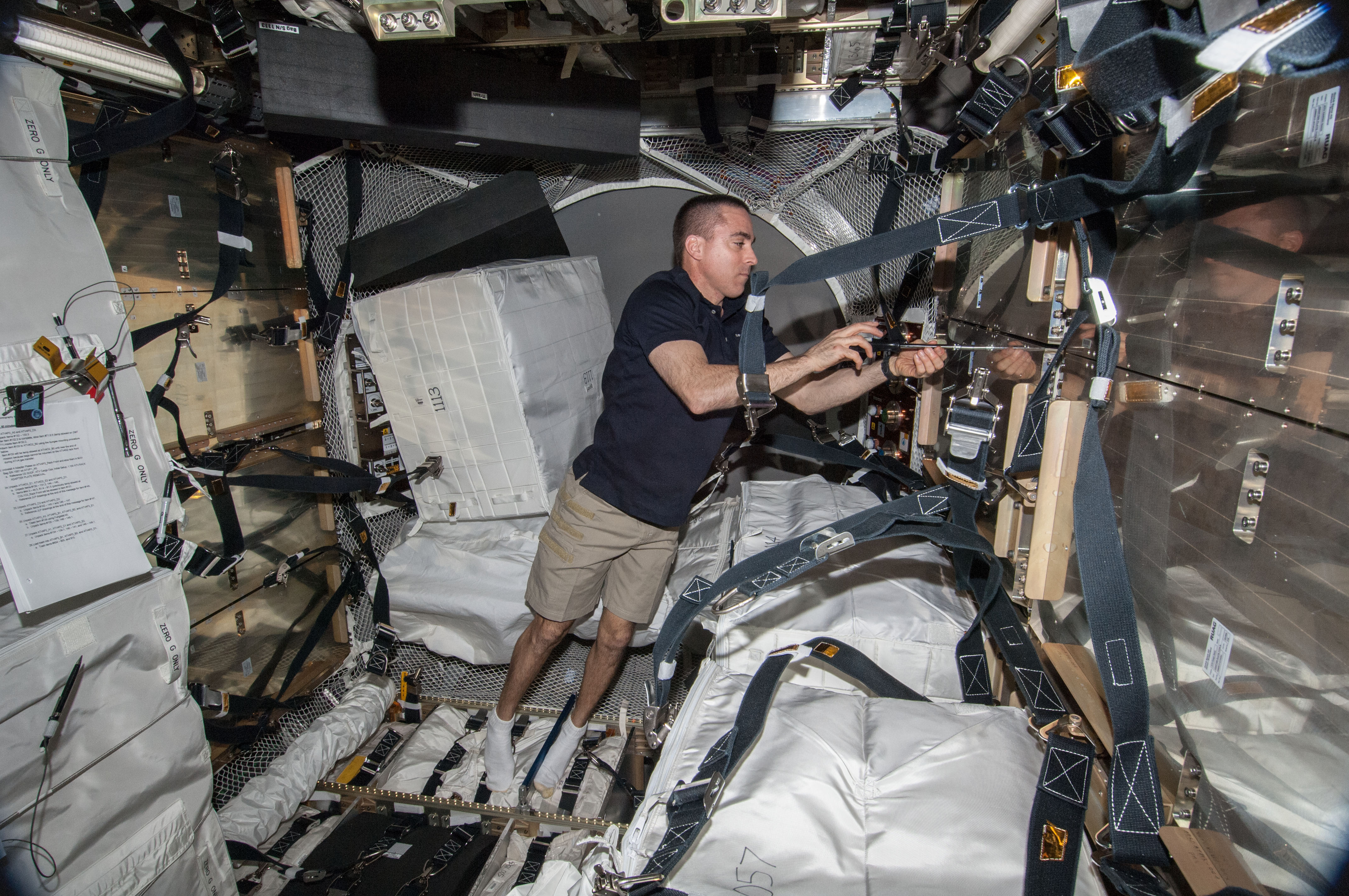
Christopher Cassidy wewnątrz modułu ciśnieniowego statku ATV-4